# Vladimír Alexandrovič Ruský
Vladimír Alexandrovič Romanov (rusky Владимир Александрович; 22. dubna 1847, Carské Selo – 17. února 1909, Petrohrad) byl ruský velkokníže, třetí syn cara Alexandra II. z dynastie Holstein‑Gottorp‑Romanov.
Během svého života zastával velkokníže Vladimír řadu vysokých vojenských, státních i čestných funkcí. Jak bylo v carské rodině zvykem, nastoupil v mládí vojenskou kariéru. Ještě za života Alexandra II. byl povýšen do hodnosti generál-adjutanta a jmenován členem Senátu a členem Státní rady. V době vlády svého bratra Alexandra III. byl jmenován velitelem petrohradského vojenského okruhu a velitelem všech imperátorských osobních gard. K jeho zájmům patřilo také umění a věda. Působil jako prezident ruské Akademie krásných umění a jako sponsor baletu.

## Rodina a osobní život
Vladimír se narodil jako třetí syn budoucího ruského cara Alexandra II. a jeho manželky Marie Alexandrovny (Marie Hesensko-Darmstadtské). Po smrti nejstaršího bratra Nikolaje se stal druhým v pořadí následnictví. Jako všichni mužští členové dynastie byl Vladimír předurčen pro vojenskou kariéru, ale vedle toho se mu dostalo dobrého vzdělání.
V roce 1874 se oženil s vévodkyní Marií Alexandrinou Meklenbursko-Zvěřínskou, které jeho otec Alexandra II. udělil možnost nekonvertovat na pravoslaví. Po sňatku přijala jméno Marie Pavlovna a nakonec, po smrti svého manžela, k pravoslaví konvertovala. Oba manželé byli vzdělaní a abmiciózní a jejich petrohradský palác se záhy stal významným společenským místem.
Z manželství vzešlo celkem pět potomků:
- velkokníže Alexandr Vladimirovič Ruský (31. srpna 1875 – 16. března 1877)
- velkokníže Kirill Vladimirovič Ruský (12. října 1876 – 12. října 1938) ⚭ 1905 Viktorie Melita Sasko-Koburská (25. listopadu 1876 – 2. března 1936)
- velkokníže Boris Vladimirovič Ruský (24. listopadu 1877 – 9. listopadu 1943) ⚭ 1919 Zinaida Sergejevna Raševská (3. listopadu 1898 – 30. listopadu 1963)
- velkokníže Andrej Vladimirovič Ruský (14. května 1879 – 30. října 1956) ⚭ 1921 bývalá primabalerína Matylda Krzesiňská (31. srpna 1872 – 6. prosince 1971)
- velkokněžna Jelena Vladimirovna Ruská (17. ledna 1882 – 13. března 1957) ⚭ 1902 Mikuláš Řecký a Dánský (22. ledna 1872 – 8. února 1938)

## Vojenská a politická kariéra
V letech 1877–1878 se Vladimír účastnil vojenského tažení rusko-turecké války jako velící důstojník. Přes poměrně dobrý vojenský postup Vladimíra daleko více než vojenská kariéra zajímalo umění a literatura. V roce 1880 ho jeho otec jmenoval prezidentem Akademie krásných umění. Velkokníže se také věnoval podpoře baletu, malování a proslul svým bonvivánstvím. Působil také jako člen Akademie věd a po smrti svého otce zdědil otcovu rozsáhlou knihovnu. Za vlády svého bratra Alexandra III. byl velkokníže jmenován vojenským velitelem petrohradského vojenského okruhu. Tuto funkci zastával i v roce 1905 za vlády svého synovce Mikuláše II. Jeho reputaci velmi poškodily tehdejší události kolem masakru tzv. Krvavé neděle v době revoluce v roce 1905, i přestože velkokníže přímou odpovědnost odmítal. Jeho pozici také nepřidalo uzavření nepovoleného manželství jeho nejstaršího syna Kirilla Vladimiroviče v roce 1905, což vedlo ke Kirillově dočasnému vyloučení z romanovského domu a roztržce Vladimíra s carem Mikulášem II. V říjnu 1905 byl ve funkci velitele petrohradského vojenského okruhu nahrazen velkoknížetem Nikolajem Nikolajevičem.

## Vývod z předků
|                       |                              |  |                                  |                                       |  |  |  |  |  |  |  | Petr III. Ruský |
|                       |                              |  |                                  |                                       |  |  |  |  |  |  |  |                 |
|                       | Pavel I. Ruský               |  |                                  |                                       |  |  |  |  |  |  |  |                 |
|                       |                              |  |                                  |                                       |  |  |  |  |  |  |  |                 |
|                       |                              |  |                                  | Kateřina II. Veliká                   |  |  |  |  |  |  |  |                 |
|                       |                              |  |                                  |                                       |  |  |  |  |  |  |  |                 |
|                       | Mikuláš I. Pavlovič          |  |                                  |                                       |  |  |  |  |  |  |  |                 |
|                       |                              |  |                                  |                                       |  |  |  |  |  |  |  |                 |
|                       |                              |  |                                  | Fridrich II. Evžen Württemberský      |  |  |  |  |  |  |  |                 |
|                       |                              |  |                                  |                                       |  |  |  |  |  |  |  |                 |
|                       | Žofie Dorota Württemberská   |  |                                  |                                       |  |  |  |  |  |  |  |                 |
|                       |                              |  |                                  |                                       |  |  |  |  |  |  |  |                 |
|                       |                              |  |                                  | Bedřiška Braniborsko-Schwedtská       |  |  |  |  |  |  |  |                 |
|                       |                              |  |                                  |                                       |  |  |  |  |  |  |  |                 |
|                       | Alexandr II. Nikolajevič     |  |                                  |                                       |  |  |  |  |  |  |  |                 |
|                       |                              |  |                                  |                                       |  |  |  |  |  |  |  |                 |
|                       |                              |  |                                  | Fridrich Vilém II.                    |  |  |  |  |  |  |  |                 |
|                       |                              |  |                                  |                                       |  |  |  |  |  |  |  |                 |
|                       | Fridrich Vilém III.          |  |                                  |                                       |  |  |  |  |  |  |  |                 |
|                       |                              |  |                                  |                                       |  |  |  |  |  |  |  |                 |
|                       |                              |  |                                  | Frederika Luisa Hesensko-Darmstadtská |  |  |  |  |  |  |  |                 |
|                       |                              |  |                                  |                                       |  |  |  |  |  |  |  |                 |
|                       | Šarlota Pruská               |  |                                  |                                       |  |  |  |  |  |  |  |                 |
|                       |                              |  |                                  |                                       |  |  |  |  |  |  |  |                 |
|                       |                              |  |                                  | Karel II. Meklenbursko-Střelický      |  |  |  |  |  |  |  |                 |
|                       |                              |  |                                  |                                       |  |  |  |  |  |  |  |                 |
|                       | Luisa Meklenbursko-Střelická |  |                                  |                                       |  |  |  |  |  |  |  |                 |
|                       |                              |  |                                  |                                       |  |  |  |  |  |  |  |                 |
|                       |                              |  |                                  | Frederika Hesensko-Darmstadtská       |  |  |  |  |  |  |  |                 |
|                       |                              |  |                                  |                                       |  |  |  |  |  |  |  |                 |
| Vladimír Alexandrovič |                              |  |                                  |                                       |  |  |  |  |  |  |  |                 |
|                       |                              |  |                                  |                                       |  |  |  |  |  |  |  |                 |
|                       |                              |  | Ludvík IX. Hesensko-Darmstadtský |                                       |  |  |  |  |  |  |  |                 |
|                       |                              |  |                                  |                                       |  |  |  |  |  |  |  |                 |
|                       | Ludvík I. Hesenský           |  |                                  |                                       |  |  |  |  |  |  |  |                 |
|                       |                              |  |                                  |                                       |  |  |  |  |  |  |  |                 |
|                       |                              |  |                                  | Karolína Falcko-Zweibrückenská        |  |  |  |  |  |  |  |                 |
|                       |                              |  |                                  |                                       |  |  |  |  |  |  |  |                 |
|                       | Ludvík II. Hesenský          |  |                                  |                                       |  |  |  |  |  |  |  |                 |
|                       |                              |  |                                  |                                       |  |  |  |  |  |  |  |                 |
|                       |                              |  |                                  | Jiří Vilém Hesensko-Darmstadtský      |  |  |  |  |  |  |  |                 |
|                       |                              |  |                                  |                                       |  |  |  |  |  |  |  |                 |
|                       | Luisa Hesensko-Darmstadtská  |  |                                  |                                       |  |  |  |  |  |  |  |                 |
|                       |                              |  |                                  |                                       |  |  |  |  |  |  |  |                 |
|                       |                              |  |                                  | Marie Luisa Leiningensko-Dagsburská   |  |  |  |  |  |  |  |                 |
|                       |                              |  |                                  |                                       |  |  |  |  |  |  |  |                 |
|                       | Marie Alexandrovna           |  |                                  |                                       |  |  |  |  |  |  |  |                 |
|                       |                              |  |                                  |                                       |  |  |  |  |  |  |  |                 |
|                       |                              |  |                                  | Karel Fridrich Bádenský               |  |  |  |  |  |  |  |                 |
|                       |                              |  |                                  |                                       |  |  |  |  |  |  |  |                 |
|                       | Karel Ludvík Bádenský        |  |                                  |                                       |  |  |  |  |  |  |  |                 |
|                       |                              |  |                                  |                                       |  |  |  |  |  |  |  |                 |
|                       |                              |  |                                  | Karolína Luisa Hesensko-Darmstadtská  |  |  |  |  |  |  |  |                 |
|                       |                              |  |                                  |                                       |  |  |  |  |  |  |  |                 |
|                       | Vilemína Luisa Bádenská      |  |                                  |                                       |  |  |  |  |  |  |  |                 |
|                       |                              |  |                                  |                                       |  |  |  |  |  |  |  |                 |
|                       |                              |  |                                  | Ludvík IX. Hesensko-Darmstadtský      |  |  |  |  |  |  |  |                 |
|                       |                              |  |                                  |                                       |  |  |  |  |  |  |  |                 |
|                       | Amálie Hesensko-Darmstadtská |  |                                  |                                       |  |  |  |  |  |  |  |                 |
|                       |                              |  |                                  |                                       |  |  |  |  |  |  |  |                 |
|                       |                              |  |                                  | Karolína Falcko-Zweibrückenská        |  |  |  |  |  |  |  |                 |
|                       |                              |  |                                  |                                       |  |  |  |  |  |  |  |                 |